# Vespa quadricincta
Vespa quadricincta är en stekelart som beskrevs av Fabricius 1793. Vespa quadricincta ingår i släktet Vespa och familjen Eumenidae. Inga underarter finns listade i Catalogue of Life.